# Phaeocryptopus pinastri
Phaeocryptopus pinastri är en svampart som först beskrevs av Sacc. & Ellis, och fick sitt nu gällande namn av Franz Petrak 1938. Phaeocryptopus pinastri ingår i släktet Phaeocryptopus, ordningen Dothideales, klassen Dothideomycetes, divisionen sporsäcksvampar och riket svampar.   Inga underarter finns listade i Catalogue of Life.